# Helena Domínguez del Triunfo
Helena Domínguez del Triunfo (Madrid) es doctora en Historia Antigua por la Universidad Complutense de Madrid y, desde 2018, profesora en la Universidad Rey Juan Carlos. 

## Trayectoria
Helena Domínguez  realizó estudios de música en el Conservatorio Profesional de Música Teresa Berganza, obteniendo en 2006 su título profesional de música con la especialidad de piano. Ya había iniciado la carrera de Historia en la Universidad Complutense de Madrid donde terminaría licenciándose con la especialidad en Historia Antigua. Posteriormente cursó el Máster en Historia y Ciencias de la Antigüedad, impartido conjuntamente por la misma universidad y la Universidad Autónoma de Madrid.
Ha participado en diversas excavaciones arqueológicas tanto en el ámbito nacional (Los Castillejos de Alcorrín, Segeda, Cerro de las Cabezas) como en el extranjero (Grecia, Turkmenistán), con organismos nacionales e internacionales. 
Durante su formación, realizó también un segundo máster en Antropología Físicaː Evolución y Biodiversidad Humanas, de las universidades Complutense, Autónoma de Madrid y Alcalá. Su trabajo fin de máster, titulado Aproximación paleodemográfica a las poblaciones del entorno mediterráneo en la Edad del Bronce, surgió a raíz de comprobar la carencia de trabajos comparativos entre las poblaciones de los dos extremos del Mediterráneo. Así, con ayuda de la paleodemografía y la paleopatología intenta mostrar como se puede ir más allá y obtener información de si en ambos extremos del Mediterráneo se compartieron no solo elementos culturales sino también dinámicas demográficas en esos territorios.
Inicia su tesis doctoral en Atenas (Grecia), donde estuvo entre 2013 y 2015 gracias a la beca de investigación doctoral concedida por una fundación, la Alexander S. Onassis Public Benefit Foudation. Continuó su investigación un año más en ese país al volver a recibir una segunda beca por la misma fundación, esta vez en la colaboración con la National Kapodistrian University de Atenas.
Asimismo, entre 2015 y 2018 disfrutó de una estancia de investigación con su beca de la Fundación La Caixa en la Universidad de Pensilvania (Filadelfia, EE. UU.), continuando sus investigaciones en el mundo antiguo.
Con motivo del Día Internacional de la Mujer y la Niña en la Ciencia del año 2020, Helena Domínguez y la bióloga e investigadora Isabel Dorado Liñán participaron en la jornada coloquio “Ciencia con nombre de mujer” organizada por el CaixaForum Madrid para contar los principales retos a los tuvieron que hacer frente para desarrollar su carrera como científicas. Domínguez destacó la importancia de este tipo de jornadas como un modo de abrir a la sociedad el papel de las mujeres en la ciencia y en particular "hacia públicos como el de las niñas o las jóvenes que están en sus últimos años de instituto". Reconoció que en el campo de la arqueología siguen muy marcados los roles de género y añadió que "ser mujer y joven es todavía un hándicap".
Desde 2018 es profesora en la Universidad Rey Juan Carlos de Madrid (desde mayo de 2023 a través de la figura de Profesora Ayudante Doctora, acreditada por la ANECA). Su Tesis Doctoral lleva como título "Los confines occidentales del Imperio Aqueménida: el Egeo septentrional durante el periodo del dominio persa" y es de los pocos estudios sobre este tema que existen tanto  en España como en el extranjero.

## Publicaciones

### Artículos en revistas
- El carácter del gobierno del Reino Hasmoneo: entre la tradición y el helenismo. Espacio, tiempo y forma. Serie II, Historia antigua,  1130-1082, Nº 24, 2011 (Ejemplar dedicado a: Homenaje al Profesor Federico Lara Peinado), págs. 285-304.[6]

- El imperio Neoasirio y las ciudades fenicias: una relación atípica. Antesteria, nº 1, 2012,  págs. 497-509.[7]
- Violencia y conflicto político-religioso en el acceso al trono de Darío I. Arys: Antigüedad: religiones y sociedades,  1575-166X, Nº. 11, 2013 (Ejemplar dedicado a: Dioses y guerras, conflictos religiosos y violencia en el mundo antiguo), págs. 65-92.[8]

### Colaboraciones en obras colectivas
- Intercambios y relaciones comerciales en el Asia Menor aqueménida. En Economías, comercio y relaciones internacionales en el Mundo antiguo / Carmen del Cerro Linares (aut.), Claudia V. Alonso (aut.), Oihane González Herrero (aut.), Laura Per Gimeno (aut.), Mª Soledad Milán Quiñones de León (aut.), Jorge Elices Ocón (aut.), Anna Myslowska (aut.), Alicia Viaña Gutiérrez (aut.), 2014,  978-84-16184-35-4, págs. 351-374.

## Premios y reconocimientos
- 2013  y 2014 Dos Becas de investigación doctoral por la Alexander S. Onassis Public Benefit Foundation de Grecia.
- 2014 Beca de la Fundación La Caixa en la Universidad de Pensilvania (Filadelfia, EE. UU.).